# Nagysimonyi, Vas
Nagysimonyi  este un sat în districtul Celldömölk, județul Vas, Ungaria, având o populație de 1.025 de locuitori (2011). 

## Demografie
Componența etnică a satului Nagysimonyi
     Maghiari (95,59%)
     Germani (1,81%)
     Romi (1,36%)
     Necunoscut (0,68%)
     Români (0,57%)
     Alții (0,68%)
Componența confesională a satului Nagysimonyi
     Romano-catolici (38,83%)
     Luterani (31,32%)
     Fără religie (2,24%)
     Reformați (1,85%)
     Atei (1,07%)
     Necunoscută (24,2%)
     Greco-catolici (0,49%)
     Alte religii (0,29%)
Conform recensământului din 2011, satul Nagysimonyi avea 1.025 de locuitori. Din punct de vedere etnic, majoritatea locuitorilor (95,59%) erau maghiari, existând și minorități de germani (1,81%) și romi (1,36%). Apartenența etnică nu este cunoscută în cazul a 0,68% din locuitori. Nu există o religie majoritară, locuitorii fiind romano-catolici (38,83%), luterani (31,32%), persoane fără religie (2,24%), reformați (1,85%) și atei (1,07%). Pentru 24,2% din locuitori nu este cunoscută apartenența confesională.